# Pinça
|  | Per a altres significats, vegeu «Pinça (zoologia)». |

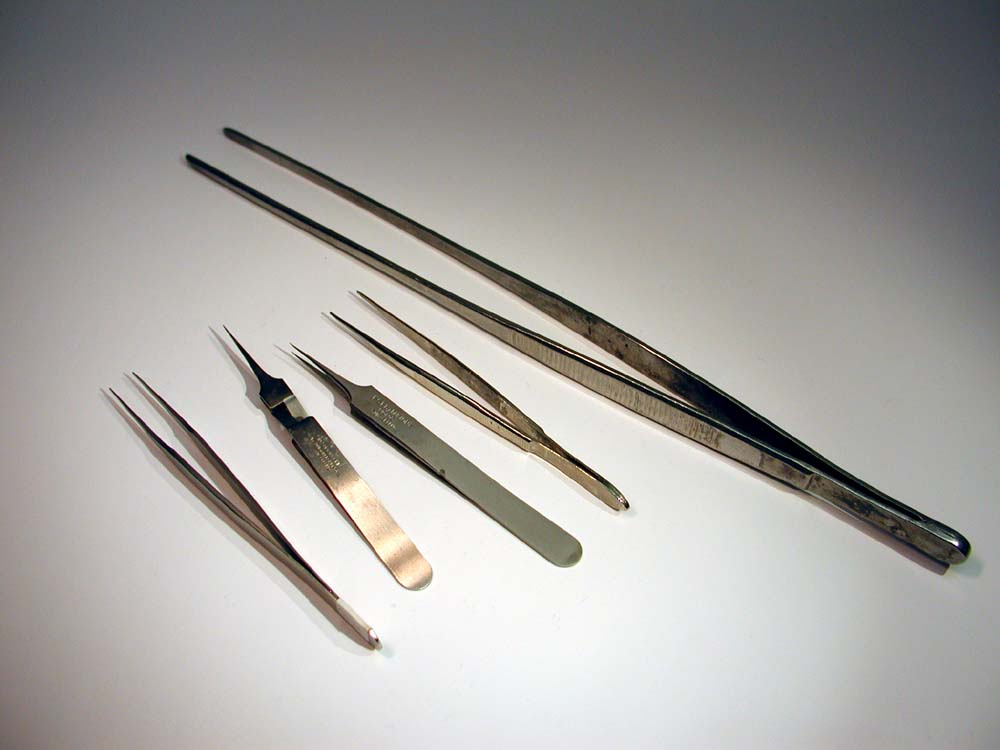
Diferents tipus de Pinces.

Una pinça o, més sovint referit en plural com a pinces, és un estri proveït de dues parts mòbils que d'una manera o altra es poden moure per subjectar entremig a un altre objecte.
Les pinces són un cas específic de palanca de tercer tipus, en les que l'objectiu no és aplicar més força sinó tenir més precisió.
N'hi ha de diversos tipus segons allò que s'hagi de manipular.
- En un laboratori, per manipular els tubs d'assaig o portaobjectes prop del foc s'utilitzen unes pinces de fusta o de metall.
- També es fan servir per a agafar el pa, els pinyols de gel o per a depilar els cabells.
- A Orient s'utilitzen escuradents de bambú.
- Un avanç en l'evolució humana fou aconseguir fer la pinça amb l'índex i el polze.
- En orfebreria per recollir pedres petites s'utilitzen unes pinces grosses anomenades esbocelles.[2]

També s'aplica el nom de pinça a altres tipus de palanques de primer tipus, com les pinces per a estendre la roba.
Es coneixen com a pinces els plecs construïts en certs pantalons de vestir.